# Turbinaria irregularis
Turbinaria irregularis is een rifkoralensoort uit de familie van de Dendrophylliidae. De wetenschappelijke naam van de soort is voor het eerst geldig gepubliceerd door Bernard.